# 沈方成
沈方成（1896年—1983年12月3日），女，上海嘉定人，中国社会活动家。

## 生平
1896年出生于嘉定县，1915年毕业于上海务本师范女中，之后在嘉定、如皋两地女中任教，1932年一·二八事变赶制棉背心支援前线战士，1949年上海战役后建立第一个工商界家属学习小组，后担任上海市人大代表，民建市委委员，第二、三、四、五、六届全国政协委员。
1983年12月3日在北京逝世，后葬于上海松鹤墓园。

## 家庭
父亲是教育家沈恩孚，丈夫上海市副市长胡厥文。